# Almir Bejktovic
Almir Bejktovic (18 de Junho de 1982, Sérvia) é um futebolista sérvio que joga como meio campo no Bylis Ballsh da Albânia.